# آشفتگی جنسیتی
ملال جنسیتی یا دیسفوریای جنسیتی (به انگلیسی: gender dysphoria) احساس بی‌قراری ناشی از عدم تطابق هویت جنسیتی فرد با جنسیت انتسابی زمان تولدش است. این اصطلاح با انتشار DSM-5 در سال ۲۰۱۳ جایگزین برچسب تشخیصی اختلال هویت جنسیتی (GID) شد. این اصلاح برای از بین بردن انگ اجتماعی مرتبط با اصطلاح اختلال تغییر یافت.
افراد درگیر با ملال جنسیتی معمولاً به عنوان تراجنسیتی شناخته می‌شوند. عدم انطباق جنسیتی همیشه منجر به ملال یا پریشانی جنسیتی نمی‌شود، براساس اعلام انجمن روان‌پزشکی آمریکا، عنصر مهم بروز ملال جنسیتی «پریشانی قابل توجه بالینی» است.
پاسخ‌های مراقبتی به ملال جنسیتی ممکن است شامل تغییر در بیان جنسیت فرد باشد. برای کمک به چنین تغییراتی ممکن است از هورمون‌درمانی، جراحی‌های تطبیقی و روان‌درمانی استفاده شود.
شواهد حاصل از مطالعه دربارهٔ دوقلوها نشان می‌دهد که ملال جنسیتی علاوه بر موارد محیطی، علل ژنتیکی نیز دارد. برخی از افراد تراجنسیتی و محققان از رمزگشایی این ناهمگونی حمایت می‌کنند زیرا می‌گویند این تشخیص واریانس جنسیت را آسیب‌شناسی می‌کند و الگوی دوگانگی جنسیت را تقویت می‌کند.
ناهمگونی جنسیتی رابطه‌ای با گرایش جنسی فرد ندارد. مانند هر فرد دیگر، شخص دارای ناهمگونی جنسیتی می‌تواند هر گرایشی داشته باشد. ناهمگونی جنسیتی در هر سنی ممکن است رخ دهد. به عنوان مثال پسری که هنوز به سن بلوغ نرسیده و خود را دختر می‌داند و رفتارهای دخترانه انجام می‌دهد نیز دچار ناهمگونی جنسیتی شده است. نوجوانان نیز در دوران بلوغ ممکن است دچار ناهمگونی جنسیتی شوند، این مرحله معمولاً برای اکثر افراد اتفاق می‌افتد. فرد بالغی که دچار ناهمگونی جنسیتی شود معمولاً برای بررسی این ناهمگونی اقدام می‌کند. با مراجعه به روان‌پزشک، روان‌پزشک فرد را، راهنمایی می‌کند یا به فرد کمک می‌کند تا مراحل شناخت بیشتر خود و تایید/تصدیق هویت خود را طی کند. معمولاً اگر لازم باشد که مراحل بیشتری را طی کند، ابتدا باید در نقش جنسیت مخالف زندگی کند تا برای مراحل بعد آماده شود.

## واژه‌شناسی
واژه دیسفوریا (به انگلیسی: dysphoria) در حدود سال‌های ۱۸۳۵ تا ۱۸۴۵ از زبان یونانی (به یونانی: δύσφορος) وارد زبان لاتین (به لاتین: dysphoros) شده است که از ترکیب δύσ به معنای دشواری یا سختی و φορος به معنای تحمل و طاقت آوردن تشکیل شده است. امروزه dysphoria در علم پزشکی به معنای حالتی روحی و روانی است که در آن فرد دچار آشفتگی، نارضایتی، افسردگی یا بی‌تفاوتی نسبت به عوامل پیرامون خود است.

## علائم
آشفتگی جنسیتی در افرادی که با فیزیک مردان متولد می‌شوند یکی از دو مسیر را دنبال می‌کند: زودرس یا دیررس. آشفتگی جنسیتی با شروع زودرس از نظر رفتاری، در کودکی قابل مشاهده است. بعضاً آشفتگی جنسیتی در این گروه متوقف می‌شود و یک دوره به عنوان همجنسگرا شناخته می‌شوند و به دنبال آن عود آشفتگی جنسیتی صورت می‌گیرد. این گروه معمولاً در بزرگسالی مورد توجه اعضای جنس خود قرار می‌گیرند. آشفتگی جنسیتی که دیررس شروع شده است علائم قابل توجهی را در اوایل کودکی نشان نمی‌دهد، اما برخی گزارش می‌دهند که در کودکی آرزو داشتند جنس مخالف باشند اما به دیگران گزارش نکرده‌اند. زنان ترانس که دچار آشفتگی جنسیتی دیررس هستند، معمولاً مورد جذب خانمها قرار می‌گیرند و ممکن است به عنوان همجنس‌گرا شناخته شوند. ممکن است مردانی که آشفتگی جنسیتی دیررس دارند درگیر مبدل پوشی برای رسیدن به هیجان جنسی شوند. افرادی که از بدو تولد جنسیت زن به آنها اختصاص داده شده است، آشفتگی جنسیتی زودرس شایع‌ترین حالت است. این گروه معمولاً از نظر جنسی مورد توجه خانمها قرار می‌گیرد. مردان ترنس که دچار آشفتگی جنسیتی دیررس هستند، معمولاً توسط مردان جذب جنسی می‌شوند و ممکن است به عنوان همجنسگرا شناخته شوند.
بزرگسالان مبتلا به آشفتگی جنسیتی در معرض خطر استرس، انزوا، اضطراب، افسردگی، عزت نفس ضعیف و خودکشی هستند. مطالعات نشان می‌دهد که افراد ترنس میزان بسیار بالای اقدام به خودکشی دارند. در یک مطالعه از ۶٬۴۵۰ افراد ترنس در ایالات متحده، مشخص شد که ۴۱٪ اقدام به خودکشی کرده‌اند، در مقایسه با میانگین کشوری ۱٫۶٪. همچنین مشخص شد که تلاشهای خودکشی در بین افراد ترنس که روابط خانوادگی آنها پس از تغییر جنسیت نیز قوی مانده کمتر است، اما حتی افراد ترنس با ریسک نسبتاً کم هنوز هم بسیار بیشتر از افراد عادی اقدام به خودکشی می‌کنند. افراد ترنس همچنین در معرض خطر ابتلا به اختلالات خوردن و سوء مصرف مواد هستند.

## آشفتگی جنسیتی در کودکان و نوجوانان
علائم آشفتگی جنسیتی در کودکان شامل ترجیح اسباب بازیهای، بازیها یا فعالیتهای جنس مخالف، بیزار بودن از دستگاه تناسلی خود و ترجیح جدی برای همبازی شدن با جنس مخالف است. همچنین برخی از کودکان ممکن است انزوا اجتماعی از همسالان، اضطراب، تنهایی و افسردگی تجربه کنند. طبق اعلام انجمن روان‌شناسی آمریکا، کودکان ترنس نسبت به سایر کودکان بیشتر در معرض آزار و اذیت و خشونت در مدرسه، مهدکودک، مراکز درمانی مسکونی، مراکز بی خانمان و برنامه‌های دادرسی نوجوانان قرار دارند. علاوه بر این، برخی روانشناسان کودک برخلاف گفته‌های سیاست APA، همچنان از زبان و رویکردهای نادرست و آسیب شناسانه با کودکان ترنس استفاده می‌کنند.
در نوجوانان و بزرگسالان، علائم شامل تمایل به بودن و برخورد با آنها به عنوان جنس مخالف را شامل می‌شود.
در نوجوانان آشفتگی جنسیتی به شکل افسردگی، اضطراب، و مشکلات رفتاری نمایان می‌شود. مجموعه این عوامل باعث پریشانی نوجوان و انزوای او می‌شود.
انجمن جهانی حمایت از افراد تراجنسیتی (WPATH) پیشنهاد می‌کنند هیچ‌گونه مداخله پزشکی قبل از ۱۶ سالگی انجام نشود. این انجمن پیشنهاد می‌کند مداخله روان‌شناسی برای تایید/تصدیق جنسیت یا جراحی‌های تصدیق/ تأیید، جنس/جنسیت بعد از ۱۸ سالگی و پس از دو سال زندگی در نقش جنس مخالف انجام شود

## آشفتگی جنسیتی (ناهمگونی هویت جنسی)
ناهمگونی هویت جنسیتی یک اختلال روانی ثبت شده و رسمی در راهنمای تشخیصی و آماری اختلال‌های روانی(DSM) در انجمن روانپزشکان آمریکا بود که در ویرایش پنجم DSM به علت از بین بردن انگ ناشی از کلمه اختلال به آشفتگی جنسیتی یا همان دیسفوریا جنسیتی تغییر نام یافت.DSM-5 این تشخیص را از دسته اختلالات جنسی حذف کرده و به گروهی از موارد خاص  منتقل کرد. این تشخیص پس از انتقادهایی مبنی بر نگران کننده بودن اصطلاح سابق از اختلال هویت جنسی به آشفتگی جنسیتی تغییر داد. این تشخیص برای کودکان از بزرگسالان جدا شده است، به عنوان " آشفتگی جنسیتی در کودکان " مطرح شد. ایجاد یک تشخیص خاص برای کودکان، نشانگر توانایی کمتر کودکان برای داشتن بینش نسبت به آنچه تجربه می‌کنند یا توانایی بیان آن در صورت داشتن بینش است. آشفتگی جنسیتی مشخص دیگر یا آشفتگی جنسی نامشخص را می‌توان تشخیص داد در صورتی که فرد معیارهای آشفتگی جنسیتی را برآورده نکند، اما همچنان دچار پریشانی و نارسایی بالینی است. افراد Intersex اکنون در تشخیص آشفتگی جنسیتی گنجانده شده‌اند. برای این‌که فردی دچار آشفتگی جنسیتی باشد هر دو معیار الف و ب لازم است:
الف: ناهمخوانی قابل توجه بین جنسیت ابراز شده و جنسیت تعیین شده فرد که حداقل ۶ ماه طول بکشد و حداقل دو مورد از موارد زیر را داشته باشد:
- ناهمخوانی قابل توجه بین جنسیت تجربه شده و ویژگی‌های اولیه یا ثانویه جنسی
- تمایل زیاد برای رهایی از ویژگی‌های اولیه یا ثانویه جنسی
- تمایل زیاد داشتن برای ویژگی‌های جنسی اولیه یا ثانویه جنس مخالف
- تمایل زیاد برای داشتن جنسیت دیگر
- تمایل زیاد برای اینکه با فرد مانند جنس مخالف رفتار شود
- تمایل زیاد برای داشتن احساسات و تمایلات جنس مخالف

ب: این شرایط باید باعث افت کارکرد اجتماعی یا شغلی یا سایر حیطه‌ها شده باشد.
اگر شخصی دچار استرس، از کار افتادگی یا از دست دادن روند عادی زندگی خود نشود دچار آشفتگی جنسیتی نیست.
در حال حاضر تشخیص پزشکان بر این است که اگر فردی به خاطر تضاد در جنسیت خود دچار استرس و از کار افتادگی شود در واقع آشفتگی جنسیتی دارد.
یکی از روانشناسان انجمن روان‌شناسی آمریکا چنین می‌گوید:
این وضعیت روانی (که فرد جنسیت خود را چیزی به جز جنس خود ببیند) تنها زمانی اختلال است که باعث اذیت یا از کار افتادگی فرد باشد. بسیاری از افراد تراجنسیتی از وضعیت خود ناراحت نیستند و به صورت عادی به فعالیت‌های خود می‌پردازند. این نشان می‌دهد که تراجنسیتی بودن در باطن یک اختلال و عقب افتادگی نیست

## مدیریت
درمان برای فرد مبتلا به آشفتگی جنسیتی ممکن است شامل روان درمانی یا حمایت از جنسیت ترجیحی فرد از طریق هورمون درمانی، بیان جنسیت و نقش یا جراحی باشد این موارد شامل مشاوره روانشناختی و در نتیجه تغییر شیوه زندگی یا تغییرات جسمی ناشی از مداخلات پزشکی مانند معالجه هورمونی، جراحی دستگاه تناسلی، الکترولیز یا لیزر موهای زائد، جراحی قفسه سینه یا سایر جراحی‌های بازسازی باشد. هدف از درمان ممکن است باعث کاهش مشکلات ناشی از وضعیت transgender شخص باشد، برای مثال مشاوره با بیمار به منظور کاهش گناه مرتبط با لباس پوشیدن، یا مشاوره با همسر برای کمک به آنها در تنظیم وضعیت بیمار.
این سؤال که آیا به کودکان خردسال توصیه شود که از جنسیت اختصاص داده شده خود راضی باشند، یا آنها را ترغیب به ادامه رفتارهایی که با جنسیت تعیین شده آنها مطابقت ندارد می‌کند- یا کشف انتقال جنسیتی -، بحث‌برانگیز است. مطالعات پیگیری در مورد کودکان مبتلا به آشفتگی جنسیتی به‌طور مداوم نشان می‌دهد که اکثر آنها در دوران بلوغ احساس تراجنسیتی می‌کنند و به جای آن به عنوان همجنسگرا شناخته می‌شوند. سایر پزشکان نیز گزارش کردند که بخش قابل توجهی از کودکان خردسال که بعداً دچار دیس فوریای جنسیتی تشخیص داده می‌شوند، هیچ گونه دیس فوریا از خود نشان نمی‌دهند.
متخصصانی که آشفتگی جنسیتی را در کودکان درمان می‌کنند، شروع به ارجاع و تجویز هورمون‌هایی می‌کنند که به عنوان مسدودکننده‌های بلوغ شناخته می‌شوند و تا زمانی که تصور می‌شود کودک به اندازه کافی بزرگ شده تا تصمیم‌گیری آگاهانه در مورد تغییر جنسیت هورمونی منجر به تغییر جنسیت را انجام دهد بلوغ را به تأخیر می‌اندازند

### درمان‌های روانشناختی
تا دهه ۱۹۷۰ روان درمانی درمان اصلی آشفتگی جنسیتی بود و عموماً به منظور کمک به شخص در تطابق جنسیت با خصوصیات جسمی موجود در بدو تولد بود. روان درمانی هر تعامل درمانی است که با هدف درمان یک مشکل روانی انجام شود. اگرچه برخی پزشکان هنوز فقط از روان درمانی برای درمان آشفتگی جنسیتی استفاده می‌کنند، اما ممکن است اکنون علاوه بر مداخلات بیولوژیکی از آن استفاده شود. درمان روان درمانی شامل کمک به بیمار در سازگاری است. تلاش برای کاهش آشفتگی جنسیتی با تغییر هویت جنسیتی بیمار برای منعکس کردن خصوصیات تولد بی اثر بوده است. : 1741 

#### درمان‌های بیولوژیکی
درمانهای بیولوژیکی خصوصیات جنسی اصلی و ثانویه را از نظر جسمی تغییر می‌دهند تا اختلاف بدن جسمی فرد و هویت جنسیتی آنها کاهش یابد. درمانهای بیولوژیکی بدون هیچ نوع روان درمانی بسیار نادر است. محققان دریافته اند که اگر افراد در درمان خود از روان درمانی خودداری کنند، در صورت کامل شدن درمان‌های بیولوژیک خود، احساس گم شدن و سردرگمی می‌کنند.